# Zwitserland op de Olympische Winterspelen 2014
Zwitserland is een van de landen die deelneemt aan de Olympische Winterspelen 2014 in Sotsji, Rusland.

## Medailleoverzicht
| Sport       | Olympiër                | Onderdeel                | Medaille |
| ----------- | ----------------------- | ------------------------ | -------- |
| Alpineskiën | Sandro Viletta          | Combinatie               | Goud     |
| Alpineskiën | Dominique Gisin         | Afdaling                 | Goud     |
| Langlaufen  | Dario Cologna           | 15 km klassiek           | Goud     |
| Langlaufen  | Dario Cologna           | Skiatlon                 | Goud     |
| Snowboarden | Iouri Podladtchikov     | Halfpipe                 | Goud     |
| Snowboarden | Patrizia Kummer         | Parallelreuzenslalom (v) | Goud     |
| Biatlon     | Selina Gasparin         | 15 km individueel        | Zilver   |
| Bobsleeën   | Beat Hefti Alex Baumann | Tweemansbob              | Zilver   |
| Snowboarden | Nevin Galmarini         | Parallelreuzenslalom (m) | Zilver   |
| Alpineskiën | Lara Gut                | Afdaling                 | Brons    |
| IJshockey   | Vrouwenteam             | Vrouwen                  | Brons    |

## Deelnemers en resultaten
(m) = mannen, (v) = vrouwen 

### Alpineskiën
Mannen
| Olympiër         | Onderdeel    | Resultaat | Prestatie                                                           |
| ---------------- | ------------ | --------- | ------------------------------------------------------------------- |
| Luca Aerni       | Slalom       | DNF-1     | 1e run: niet gefinisht                                              |
| Gino Caviezel    | Reuzenslalom | 30e       | 1e run: 1.25,45 (35e) 2e run: 1.24,95 (22e) totaal: 2.50,40 (+5,11) |
| Mauro Caviezel   | Combinatie   | DNF       | afdaling: 1.54,75 (13e) slalom: niet gefinisht                      |
| Mauro Caviezel   | Reuzenslalom | 28e       | 1e run: 1.23,58 (23e) 2e run: 1.26,17 (34e) totaal: 2.49,75 (+4,46) |
| Didier Défago    | Afdaling     | 14e       | 2.07,79 (+1,56)                                                     |
| Didier Défago    | Reuzenslalom | DNF-1     | 1e run: niet gefinisht                                              |
| Didier Défago    | Super G      | DNF       | niet gefinisht                                                      |
| Beat Feuz        | Combinatie   | 15e       | afdaling: 1.54,46 (10e) slalom: 53,29 (15e) totaal: 2.47,75 (+2,55) |
| Beat Feuz        | Afdaling     | 13e       | 2.07,49 (+1,26)                                                     |
| Beat Feuz        | Super G      | 27e       | 1.20,65 (+2,51)                                                     |
| Carlo Janka      | Combinatie   | 8e        | afdaling: 1.54,42 (9e) slalom: 52,46 (11e) totaal: 2.46,88 (+1,68)  |
| Carlo Janka      | Afdaling     | 6e        | 2.06,71 (+0,48)                                                     |
| Carlo Janka      | Reuzenslalom | 13e       | 1e run: 1.22,52 (9e) 2e run: 1.24,52 (19e) totaal: 2.47,04 (+1,75)  |
| Carlo Janka      | Super G      | 22e       | 1.20,01 (+1,87)                                                     |
| Patrick Kueng    | Afdaling     | 15e       | 2.07,82 (+1,59)                                                     |
| Patrick Kueng    | Super G      | 12e       | 1.19,38 (+1,24)                                                     |
| Justin Murisier  | Slalom       | DNF-2     | 1e run: 49,92 (33e) 2e run: niet gefinisht                          |
| Sandro Viletta   | Combinatie   | Goud      | afdaling: 1.54,88 (14e) slalom: 50,32 (2e) totaal: 2.45,20          |
| Daniel Yule      | Slalom       | DSQ       | 1e run: 48,38 (12e) 2e run: gediskwalificeerd                       |
| Ramon Zenhäusern | Slalom       | 19e       | 1e run: 51,01 (39e) 2e run: 58,39 (19e) totaal: 1.49,40 (+7,56)     |

Vrouwen
| Olympiër                      | Onderdeel    | Resultaat | Prestatie                                                           |
| ----------------------------- | ------------ | --------- | ------------------------------------------------------------------- |
| Fränzi Aufdenblatten          | Super G      | 6e        | 1.26,79 (+1,27)                                                     |
| Denise Feierabend             | Combinatie   | 12e       | afdaling: 1.46,03 (24e) slalom: 51,68 (6e) totaal: 2.37,71 (+3,09)  |
| Denise Feierabend             | Slalom       | 17e       | 1e run: 55,80 (15e) 2e run: 53,67 (22e) totaal: 1.49,47 (+4,93)     |
| Dominique Gisin               | Combinatie   | 5e        | afdaling: 1.44,01 (10e) slalom: 52,11 (11e) totaal: 2.36,12 (+1,50) |
| Dominique Gisin               | Afdaling     | Goud      | 1.41,57                                                             |
| Dominique Gisin               | Reuzenslalom | 10e       | 1e run: 1.19,99 (11e) 2e run: 1.19,59 (19e) totaal: 2.39,58 (+2,71) |
| Dominique Gisin               | Super G      | DNF       | niet gefinisht                                                      |
| Michelle Gisin                | Slalom       | 28e       | 1e run: 1.00,73 (38e) 2e run: 56,39 (27e) totaal: 1.57,12 (+12,58)  |
| Lara Gut                      | Combinatie   | DNF-2     | afdaling: 1.43,15 (2e) slalom: niet gefinisht                       |
| Lara Gut                      | Afdaling     | Brons     | 1.41,67 (+0,10)                                                     |
| Lara Gut                      | Reuzenslalom | 9e        | 1e run: 1.20,54 (16e) 2e run: 1.18,10 (2e) totaal: 2.38,64 (+1,77)  |
| Lara Gut                      | Super G      | 4e        | 1.26,25 (+0,73)                                                     |
| Wendy Holdener                | Reuzenslalom | DNF-1     | 1e run: niet gefinisht                                              |
| Wendy Holdener                | Slalom       | DNF-1     | 1e run: niet gefinisht                                              |
| Marianne Kaufmann-Abderhalden | Combinatie   | DNF-1     | afdaling: niet gefinisht                                            |
| Marianne Kaufmann-Abderhalden | Afdaling     | DNF       | niet gefinisht                                                      |
| Fabienne Suter                | Afdaling     | 5e        | 1.41,94 (+0,37)                                                     |
| Fabienne Suter                | Reuzenslalom | 26e       | 1e run: 1.22,07 (28e) 2e run: 1.19,99 (25e) totaal: 2.42,06 (+5,19) |
| Fabienne Suter                | Super G      | 7e        | 1.26,89 (+1,37)                                                     |

### Biatlon
Mannen
| Olympiër                                                   | Onderdeel     | Resultaat | Prestatie |
| ---------------------------------------------------------- | ------------- | --------- | --- |
| Claudio Böckli                                             | Individueel   | 79e       | 58.19,2 (+8.47,5) pen.: 4 (1 + 1 + 0 + 2) |
| Simon Hallenbarter                                         | Individueel   | 47e       | 54.52,2 (+5.20,5) pen.: 1 (1 + 0 + 0 + 0) |
| Ivan Joller                                                | Individueel   | 67e       | 56.40,6 (+7.08,9) pen.: 3 (0 + 1 + 1 + 1) |
| Benjamin Weger                                             | Individueel   | 48e       | 54.54,5 (+5.22,8) pen.: 4 (1 + 1 + 1 + 1) |
| Benjamin Weger                                             | Sprint        | 63e       | 27.00,5 (+2.27,0) pen.: 1 (1 + 0) |
| Serafin Wiestner                                           | Sprint        | 40e       | 26.10,2 (+1.36,7) pen.: 2 (1 + 1) |
| Serafin Wiestner                                           | Achtervolging | 57e       | 39.48,1 (+5.59,5) pen.: 7 (2 + 1 + 3 + 1) |
| Claudio Böckli Ivan Joller Serafin Wiestner Benjamin Weger | Estafette     | 14e       | totaal: 1:16.15,8 (+3.59,9) pen.: 0+10 18.28,3 (19e) (0+0 + 0+3) 19.11,6 (14e) (0+0 + 0+3) 18.50,0 (8e) (0+2 + 0+0) 19.45,9 (11e) (0+1 + 0+1) |

Vrouwen
| Olympiër                                                     | Onderdeel     | Resultaat | Prestatie |
| ------------------------------------------------------------ | ------------- | --------- | --- |
| Irene Cadurisch                                              | Individueel   | 37e       | 49.01,0 (+5.41,4) pen.: 1 (0 + 0 + 1 + 0)                                                                                                  |
| Aita Gasparin                                                | Individueel   | 62e       | 52.14,9 (+8.55,3) pen.: 5 (1 + 3 + 1 + 0)                                                                                                  |
| Elisa Gasparin                                               | Individueel   | 33e       | 48.46,9 (+5.27,3) pen.: 3 (1 + 1 + 1 + 0)                                                                                                  |
| Elisa Gasparin                                               | Sprint        | 8e        | 21.38,2 (+31,4) pen.: 0 (0 + 0) |
| Elisa Gasparin                                               | Achtervolging | 31e       | 32.42,8 (+3.12,1) pen.: 5 (2 + 1 + 1 + 1)                                                                                                  |
| Elisa Gasparin                                               | Massastart    | DNF       | niet gefinisht |
| Selina Gasparin                                              | Individueel   | Zilver    | 44.35,3 (+1.15,7) pen.: 0 (0 + 0 + 0 + 0)                                                                                                  |
| Selina Gasparin                                              | Sprint        | 13e       | 21.46,5 (+39,7) pen.: 1 (0 + 1) |
| Selina Gasparin                                              | Achtervolging | 15e       | 30.59,1 (+1.28,4) pen.: 2 (0 + 0 + 1 + 1)                                                                                                  |
| Selina Gasparin                                              | Massastart    | 9e        | 36.54,9 (+1.29,3) pen.: 2 (0 + 1 + 1 + 0)                                                                                                  |
| Selina Gasparin Elisa Gasparin Aita Gasparin Irene Cadurisch | Estafette     | 9e        | totaal: 1:12.34,3 (+2.31,8) pen.: 0+9 17.17,6 (5e) (0+3 + 0+1) 17.55,8 (9e) (0+0 + 0+1) 17.56,1 (7e) (0+0 + 0+1) 19.24,8 (10e) (0+3 + 0+0) |

Gemengd
| Olympiër                                                         | Onderdeel          | Resultaat | Prestatie |
| ---------------------------------------------------------------- | ------------------ | --------- | --- |
| Elisa Gasparin Selina Gasparin Benjamin Weger Simon Hallenbarter | Gemengde estafette | 12e       | totaal: 1:13.33,9 (+4.16,9) pen.: 0+9 17.27,7 (13e) (0+2 + 0+2) 16.44,3 (6e) (0+1 + 0+1) 19.12,4 (10e) (0+0 + 0+2) 20.09,5 (12e) (0+1 + 0+0) |

### Bobsleeën
| Olympiër                                            | Onderdeel    | Resultaat | Prestatie                                                                                            |
| --------------------------------------------------- | ------------ | --------- | --- |
| Beat Hefti Alex Baumann                             | Tweemans (m) | Zilver    | totaal: 3.46,05 (+0,66) 1e run: 56,46 (4e) 2e run: 56,68 (3e) 3e run: 56,26 (2e) 4e run: 56,65 (3e)  |
| Rico Peter Jürg Egger                               | Tweemans (m) | 10e       | totaal: 3.46,96 (+1,57) 1e run: 56,96 (13e) 2e run: 56,68 (3e) 3e run: 56,60 (7e) 4e run: 56,72 (6e) |
| Beat Hefti Alex Baumann Jürg Egger Thomas Lamparter | Viermans (m) | 8e        | totaal: 3.41,75 (+1,15) 1e run: 55,21 (9e) 2e run: 55,34 (3e) 3e run: 55,60 (8e) 4e run: 55,60 (9e)  |
|                                                     |              |           | |
| Fabienne Meyer Tanja Mayer                          | Tweemans (v) | 8e        | totaal: 3.53,20 (+2,59) 1e run: 58,18 (10e) 2e run: 58,34 (9e) 3e run: 58,29 (7e) 4e run: 58,39 (9e) |
| Caroline Spahni Ariane Walser                       | Tweemans (v) | DNS       | niet gestart                                                                                         |

### Curling
| Olympiër                                                               | Onderdeel | Resultaat | Prestatie |
| ---------------------------------------------------------------------- | --------- | --------- | --- |
| Sven Michel Claudio Pätz Simon Gempeler Sandro Trolliet Benoit Schwarz | Mannen    | 8e        | groepsfase Zwitserland 5 - 7 Zweden Zwitserland 5 - 4 Canada Zwitserland 4 - 5 China Zwitserland 2 - 4 Groot-Brittannië Zwitserland 6 - 7 Rusland Zwitserland 7 - 8 Duitsland Zwitserland 9 - 3 Denemarken Zwitserland 3 - 5 Noorwegen Zwitserland 6 - 3 Verenigde Staten                                                                                 |
|                                                                        |           |           | |
| Mirjam Ott Carmen Schäfer Janine Greiner Carmen Küng Alina Pätz        | Vrouwen   | 4e        | groepsfase Zwitserland 7 - 4 Verenigde Staten Zwitserland 7 - 6 Denemarken Zwitserland 8 - 6 Zuid-Korea Zwitserland 8 - 9 Zweden Zwitserland 5 - 8 Canada Zwitserland 3 - 6 Rusland Zwitserland 8 - 6 Groot-Brittannië Zwitserland 7 - 9 Japan Zwitserland 10 - 6 China halve finale Zwitserland 5 - 7 Zweden om brons Zwitserland 5 - 6 Groot-Brittannië |

### Freestyleskiën
Mannen
| Olympiër       | Onderdeel  | Resultaat | Prestatie                                                               |
| -------------- | ---------- | --------- | ----------------------------------------------------------------------- |
| Mischa Gasser  | Aerials    | 18e       | kwalificatie 1: 96.52 ptn (14e) kwalificatie 2: 83.91 ptn (12e)         |
| Thomas Lambert | Aerials    | 14e       | kwalificatie 1: 96.83 ptn (13e) kwalificatie 2: 89.38 ptn (8e)          |
| Renato Ulrich  | Aerials    | 12e       | kwalificatie 1: 115.84 ptn (3e) finale 1: 80.53 ptn                     |
| Joel Gisler    | Halfpipe   | 18e       | kwalificatie: run 1: 60.80 punten; run 2: 2.60 punten                   |
| Nils Lauper    | Halfpipe   | 16e       | kwalificatie: run 1: 65.00 punten; run 2: 58.00 punten                  |
| Yannic Lerjen  | Halfpipe   | 14e       | kwalificatie: run 1: 67.60 punten; run 2: 29.60 punten                  |
| Alex Fiva      | Skicross   | 31e       | plaatsingsronde: niet gefinisht (30e) 1/8F-5: 4e                        |
| Armin Niederer | Skicross   | 7e        | plaatsingsronde: 1.17,39 (8e) 1/8F-2: 2e KF-1: 1e HF-1: 4e B-finale: 3e |
| Michael Schmid | Skicross   | DNS       | plaatsingsronde: niet gestart (32e) 1/8F-1: niet gestart                |
| Elias Ambühl   | Slopestyle | 22e       | kwalificatie: run 1: 58.00 punten; run 2: 65.80 punten                  |
| Fabian Bösch   | Slopestyle | 23e       | kwalificatie: run 1: 11.80 punten; run 2: 63.00 punten                  |
| Kai Mahler     | Slopestyle | 16e       | kwalificatie: run 1: 76.20 punten; run 2: 29.00 punten                  |
| Luca Schuler   | Slopestyle | 32e       | kwalificatie: run 1: 6.80 punten; run 2: 5.20 punten                    |

Vrouwen
| Olympiër        | Onderdeel  | Resultaat | Prestatie |
| --------------- | ---------- | --------- | --- |
| Tanja Schärer   | Aerials    | 14e       | kwalificatie 1: 48.72 ptn (21e) kwalificatie 2: 77.17 ptn (8e)                                                |
| Virginie Faivre | Halfpipe   | 4e        | kwalificatie: run 1: 79.40 punten; run 2: 80.00 punten (7e) finale: run 1: 74.40 punten; run 2: 78.00 punten  |
| Mirjam Jäger    | Halfpipe   | 8e        | kwalificatie: run 1: 73.20 punten; run 2: 27.20 punten (10e) finale: run 1: 71.20 punten; run 2: 16.00 punten |
| Nina Ragettli   | Halfpipe   | 22e       | kwalificatie: run 1: 18.00 punten; run 2: niet gestart                                                        |
| Sanna Lüdi      | Skicross   | 13e       | plaatsingsronde: 1.22,37 (6e) 1/8F-6: 1e KF-3: niet gefinisht                                                 |
| Jorinde Müller  | Skicross   | 25e       | plaatsingsronde: 1.22,46 (7e) 1/8F-7: niet gefinisht                                                          |
| Katrin Müller   | Skicross   | 10e       | plaatsingsronde: 1.23,85 (12e) 1/8F-3: 1e KF-2: 3e                                                            |
| Fanny Smith     | Skicross   | 8e        | plaatsingsronde: 1.24,61 (16e) 1/8F-1: 2e KF-1: 2e HF-1: 4e B-finale: 4e                                      |
| Camillia Berra  | Slopestyle | 12e       | kwalificatie: run 1: 74.40 punten; run 2: 74.80 punten (10e) finale: run 1: 5.60 punten; run 2: 30.40 punten  |
| Eveline Bhend   | Slopestyle | 9e        | kwalificatie: run 1: 67.20 punten; run 2: 77.20 punten (9e) finale: run 1: 58.40 punten; run 2: 63.20 punten  |

### Langlaufen
Mannen
| Olympiër                                           | Onderdeel         | Resultaat | Prestatie                                                                       |
| -------------------------------------------------- | ----------------- | --------- | ------------------------------------------------------------------------------- |
| Jonas Baumann                                      | 15 km klassiek    | 24e       | 40.33,2 (+2.03,5)                                                               |
| Jonas Baumann                                      | 30 km skiatlon    | 29e       | 1:10.52,3 (+2.36,9)                                                             |
| Dario Cologna                                      | Sprint            | 26e       | kwalificatie: 3.35,03 (13e) KF-5: 6e (+55,72)                                   |
| Dario Cologna                                      | 15 km klassiek    | Goud      | 38.29,7                                                                         |
| Dario Cologna                                      | 30 km skiatlon    | Goud      | 1:08.15,4                                                                       |
| Dario Cologna                                      | 50 km vrije stijl | 27e       | 1:48.21,6 (+1.26,4)                                                             |
| Remo Fischer                                       | 50 km vrije stijl | 22e       | 1:47.44,2 (+49,0)                                                               |
| Jovian Hediger                                     | Sprint            | 47e       | kwalificatie: 3.42,34 (+13,99)                                                  |
| Joeri Kindschi                                     | Sprint            | 22e       | kwalificatie: 3.36,89 (23e) KF-5: 5e (+3,97)                                    |
| Toni Livers                                        | 50 km vrije stijl | 30e       | 1:48.49,9 (+1.54,7)                                                             |
| Curdin Perl                                        | 15 km klassiek    | 22e       | 40.27,8 (+1.58,1)                                                               |
| Curdin Perl                                        | 30 km skiatlon    | 27e       | 1:10.22,4 (+2.07,0)                                                             |
| Curdin Perl                                        | 50 km vrije stijl | 12e       | 1:47.31,3 (+36,1)                                                               |
| Roman Schaad                                       | Sprint            | 83e       | kwalificatie: 4.56,63 (+1.28,28)                                                |
| Dario Cologna Gianluca Cologna                     | Teamsprint        | 5e        | HF-A: 23.42,31 (+6,08) (3e) finale: 23.35,90 (+21,01)                           |
| Curdin Perl Jonas Baumann Remo Fischer Toni Livers | Estafette         | 7e        | totaal: 1:30.33,8 (+1.51,8) 23.38,0 (4e) 23.34,0 (8e) 21.49,1 (9e) 21.32,7 (2e) |

Vrouwen
| Olympiër                     | Onderdeel         | Resultaat | Prestatie                                              |
| ---------------------------- | ----------------- | --------- | ------------------------------------------------------ |
| Seraina Boner                | 30 km vrije stijl | 9e        | 1:12.35,0 (+1.29,8)                                    |
| Laurien van der Graaff       | Sprint            | 21e       | kwalificatie: 2.37,84 (20e) KF-1: 5e (+4,72)           |
| Bettina Gruber Seraina Boner | Teamsprint        | 7e        | HF-A: 17.02,14 (+18,69) (4e) finale: 16.45,47 (+41,42) |

### Noordse combinatie
| Olympiër | Onderdeel                | Resultaat | Prestatie                                                                |
| -------- | ------------------------ | --------- | ------------------------------------------------------------------------ |
| Tim Hug  | Gundersen normale schans | 27e       | schansspringen: 91,5 m - 106,5 p (38e; +1.40) langlaufen: 24.09,4 (22e)  |
| Tim Hug  | Gundersen grote schans   | 24e       | schansspringen: 123,5 m - 102,3 p (25e; +1.47) langlaufen: 23.09,5 (21e) |

### Rodelen
| Olympiër         | Onderdeel | Resultaat | Prestatie                                                                                                   |
| ---------------- | --------- | --------- | --- |
| Gregory Carigiet | Mannen    | 12e       | totaal: 3.29,795 (+2,269) 1e run: 52,775 (11e) 2e run: 52,579 (8e) 3e run: 52,274 (12e) 4e run: 52,167 (8e) |
| Martina Kocher   | Vrouwen   | 9e        | totaal: 3.22,166 (+2,398) 1e run: 50,560 (9e) 2e run: 50,454 (6e) 3e run: 50,593 (8e) 4e run: 50,559 (8e)   |

### Schansspringen
| Olympiër           | Onderdeel          | Resultaat | Prestatie                                                                      |
| ------------------ | ------------------ | --------- | ------------------------------------------------------------------------------ |
| Simon Ammann       | Normale schans (m) | 17e       | finale: 246.6 ptn (97,5 m en 98,5 m)                                           |
| Simon Ammann       | Grote schans (m)   | 23e       | finale: 239.2 ptn (125,5 m en 131,0 m)                                         |
| Gregor Deschwanden | Normale schans (m) | 25e       | kwalificatie: 111.7 ptn (99,0 m) (23e) finale: 239.3 ptn (100,5 m en 96,5 m)   |
| Gregor Deschwanden | Grote schans (m)   | 14e       | kwalificatie: 108.2 ptn (120,0 m) (14e) finale: 247.4 ptn (134,5 m en 123,0 m) |
|                    |                    |           |                                                                                |
| Bigna Windmüller   | Normale schans (v) | 18e       | 220.7 ptn (96,0 m en 96,0 m)                                                   |

### Skeleton
| Olympiër         | Onderdeel | Resultaat | Prestatie                               |
| ---------------- | --------- | --------- | --------------------------------------- |
| Marina Gilardoni | Vrouwen   | 18e       | 3.56,74 (59,77 / 59,79 / 58,77 / 58,41) |

### Snowboarden
Mannen
| Olympiër            | Onderdeel            | Resultaat | Prestatie |
| ------------------- | -------------------- | --------- | --- |
| David Hablützel     | Halfpipe             | 5e        | kwalificatie - serie 1: run 1: 48.75 punten; run 2: 81.00 punten (3e) finale: run 1: 80.75 punten; run 2: 88.50 punten                                                                            |
| Christian Haller    | Halfpipe             | 11e       | kwalificatie - serie 1: run 1: 74.00 punten; run 2: 83.75 punten (2e) finale: run 1: 46.25 punten; run 2: 51.50 punten                                                                            |
| Iouri Podladtchikov | Halfpipe             | Goud      | kwalificatie - serie 2: run 1: 15.00 punten; run 2: 82.00 punten (8e) halve finale: run 1: 87.50 punten; run 2: 41.25 punten (1e) finale: run 1: 86.50 punten; run 2: 94.75 punten                |
| Jan Scherrer        | Halfpipe             | 18e       | kwalificatie - serie 2: run 1: 43.50 punten; run 2: 69.75 punten (9e) halve finale: niet gestart                                                                                                  |
| Jan Scherrer        | Slopestyle           | 19e       | kwalificatie - serie 2: run 1: 74.50 punten; run 2: 18.75 punten (10e) halve finale: run 1: 64.25 punten; run 2: 23.50 punten (11e)                                                               |
| Kaspar Flütsch      | Parallelreuzenslalom | 11e       | kwalificatie: 1.37,82 (47,58 + 50,24) (7e) 1/8F: verloor van SUI Simon Schoch (+0,22) |
| Kaspar Flütsch      | Parallelslalom       | 10e       | kwalificatie: 59,38 (29,24 + 30,14) (8e) 1/8F: verloor van ITA Roland Fischnaller (+0,11) |
| Nevin Galmarini     | Parallelreuzenslalom | Zilver    | kwalificatie: 1.39,07 (49,84 + 49,23) (12e) 1/8F: won van AUT Benjamin Karl (-0,10) KF: won van SLO Rok Marguč (-0,09) HF: won van SLO Žan Košir (-1,36) finale: verloor van RUS Vic Wild (+2,14) |
| Nevin Galmarini     | Parallelslalom       | 7e        | kwalificatie: 59,13 (30,08 + 29,05) (7e) 1/8F: won van FRA Sylvain Dufour (dsq) KF: verloor van SLO Žan Košir (+0,20)                                                                             |
| Philipp Schoch      | Parallelreuzenslalom | 12e       | kwalificatie: 1.37,85 (50,29 + 47,56) (9e) 1/8F: verloor van SLO Žan Košir (+1,17) |
| Philipp Schoch      | Parallelslalom       | DSQ       | kwalificatie: gediskwalificeerd |
| Simon Schoch        | Parallelreuzenslalom | 7e        | kwalificatie: 1.38,46 (49,41 + 49,05) (10e) 1/8F: won van SUI Kaspar Flütsch (-0,22) KF: verloor van RUS Vic Wild (+4,19)                                                                         |
| Simon Schoch        | Parallelslalom       | 9e        | kwalificatie: 59,08 (29,05 + 30,03) (6e) 1/8F: verloor van ITA Aaron March (dsq) |
| Marvin James        | Snowboardcross       | 21e       | 1/8F-5: 3e KF-3: niet gefinisht |
| Tim Watter          | Snowboardcross       | 21e       | 1/8F-8: 2e KF-4: gediskwalificeerd |
| Lucien Koch         | Slopestyle           | 28e       | kwalificatie - serie 1: run 1: 32.00 punten; run 2: 29.25 punten (12e) halve finale: run 1: 16.25 punten; run 2: 20.75 punten (20e)                                                               |

Vrouwen
| Olympiër              | Onderdeel            | Resultaat | Prestatie |
| --------------------- | -------------------- | --------- | --- |
| Ursina Haller         | Halfpipe             | 12e       | kwalificatie - serie 1: run 1: 69.00 punten; run 2: 74.75 punten (5e) halve finale: run 1: 74.50 punten; run 2: 43.00 punten (4e) finale: run 1: 48.75 punten; run 2: 26.75 punten                                   |
| Nadja Purtschert      | Halfpipe             | 23e       | kwalificatie - serie 1: run 1: 47.50 punten; run 2: 20.75 punten |
| Verena Rohrer         | Halfpipe             | 27e       | kwalificatie - serie 2: run 1: 34.50 punten; run 2: 31.50 punten |
| Ladina Jenny          | Parallelreuzenslalom | 14e       | kwalificatie: 1.50,41 (54,27 + 56,14) (12e) 1/8F: verloor van CAN Marianne Leeson (+0,30) |
| Ladina Jenny          | Parallelslalom       | 24e       | kwalificatie: 1.05,96 (32,74 + 33,22) |
| Patrizia Kummer       | Parallelreuzenslalom | Goud      | kwalificatie: 1.46,62 (53,99 + 52,63) (2e) 1/8F: won van RUS Jekaterina Toedegesjeva (-0,76) KF: won van CZE Ester Ledecká (-0,30) HF: won van RUS Alena Zavarzina (dsq) finale: won van JPN Tomoka Takeuchi (-7,32) |
| Patrizia Kummer       | Parallelslalom       | 9e        | kwalificatie: 1.03,82 (31,67 + 32,15) (3e) 1/8F: verloor van GER Amelie Kober (+0,10) |
| Stefanie Müller       | Parallelreuzenslalom | 17e       | kwalificatie: 1.51,98 (54,90 + 57,08) |
| Stefanie Müller       | Parallelslalom       | 18e       | kwalificatie: 1.05,64 (33,39 + 32,25) |
| Julie Zogg            | Parallelreuzenslalom | 9e        | kwalificatie: 1.47,11 (53,71 + 53,40) (3e) 1/8F: verloor van CAN Ariane Lavigne (+0,12) |
| Julie Zogg            | Parallelslalom       | 7e        | kwalificatie: 1.03,92 (32,41 + 31,51) (4e) 1/8F: won van JPN Tomoka Takeuchi (dsq) KF: verloor van AUT Julia Dujmovits (dsq)                                                                                         |
| Sandra Daniela Gerber | Snowboardcross       | 13e       | plaatsingsronde: run 1: 1.24,10 (10e) KF-4: 4e |
| Simona Meiler         | Snowboardcross       | 10e       | plaatsingsronde: run 1: 1.25,17; run 2: 1.25,47 (20e) KF-2: 2e HF-1: gediskwalificeerd B-finale: 4e |
| Sina Candrian         | Slopestyle           | 4e        | kwalificatie - serie 1: run 1: 58.25 punten; run 2: 36.50 punten (9e) halve finale: run 1: 84.25 punten; run 2: 81.50 punten (2e) finale: run 1: 77.25 punten; run 2: 87.00 punten                                   |
| Isabel Derungs        | Slopestyle           | 8e        | kwalificatie - serie 1: run 1: 82.50 punten; run 2: 87.50 punten (1e) finale: run 1: 58.50 punten; run 2: 15.25 punten                                                                                               |
| Elena Könz            | Slopestyle           | 9e        | kwalificatie - serie 2: run 1: 86.25 punten; run 2: 38.00 punten (3e) finale: run 1: 24.50 punten; run 2: 54.50 punten                                                                                               |

### IJshockey
| Olympiër | Onderdeel | Resultaat | Prestatie |
| --- | --------- | --------- | --- |
| Jonas Hiller Reto Berra Tobias Stephan Julien Vauclair Severin Blindenbacher Yannick Weber Mark Streit Raphael Diaz Mathias Seger Patrick von Gunten Roman Josi Andres Ambuhl Luca Cunti Roman Wick Nino Niederreiter Simon Bodenmann Reto Suri Martin Pluss Morris Trachsler Matthias Bieber Ryan Gardner Denis Hollenstein Simon Moser Kevin Romy Damien Brunner | Mannen    | 9e        | groep C Zwitserland 1 - 0 Letland Zwitserland 0 - 1 Zweden Zwitserland 1 - 0 Tsjechië play-off Zwitserland 1 - 3 Letland                                                                                    |
| |           |           | |
| Janine Alder Sophie Anthamatten Florence Schelling Sarah Forster Julia Marty Lara Stalder Nicole Bullo Angela Frautschi Laura Benz Livia Altmann Sandra Thalmann Katrin Nabholz Stefanie Marty Sara Benz Evelina Raselli Nina Waidacher Jessica Lutz Alina Muller Romy Eggimann Anja Stiefel Phoebe Stanz                                                          | Vrouwen   | Brons     | groep A Zwitserland 0 - 5 Canada Zwitserland 0 - 9 Verenigde Staten Zwitserland 3 - 4 Finland kwartfinale Zwitserland 2 - 0 Rusland halve finale Zwitserland 1 - 3 Canada om brons Zwitserland 4 - 3 Zweden |